# Sant Jaume de Nyer
Sant Jaume de Nyer és l'església parroquial del poble nord-català de Nyer, a la comarca del Conflent.
Està situada en el nucli urbà, a la part baixa i occidental del poble, a prop de la Ribera de Mentet.

## Història

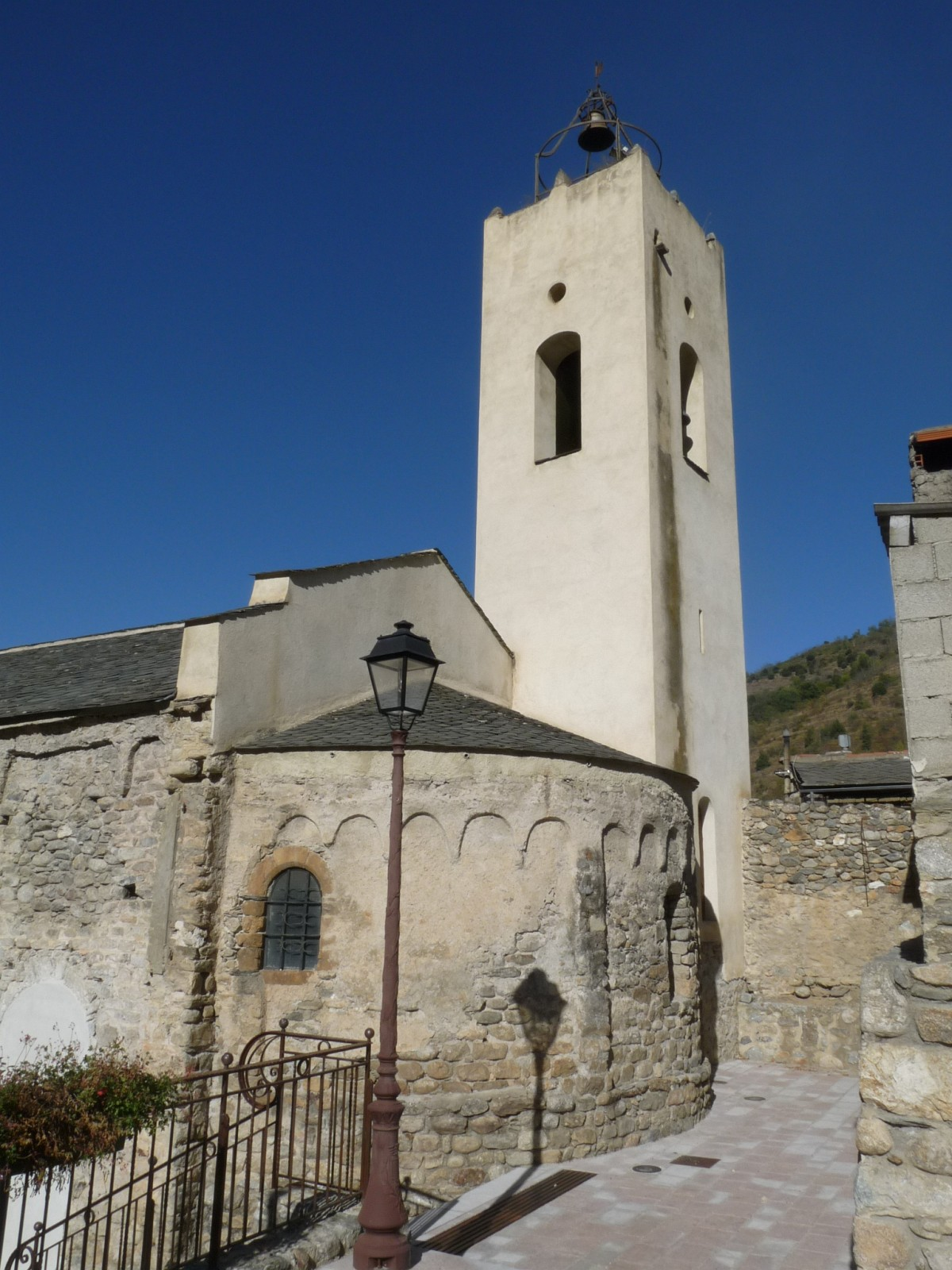
Capçalera de l'església

El 1163 aparegué citada en una butlla del papa Alexandre III com a propietat de l'abadia de Sant Martí del Canigó. El 1714 n'eren sufragànies les petites esglesioles veïnes de Sant Just i Sant Pastor d'En, Sant Fruitós de Marians i Santa Eugènia de Soanyes. Tomàs de Banyuls, senyor de Nyer, hi fundà el 1625 la confraria de la capella de la Verge; quan morí, al 15 de maig del 1627, fou enterrat a l'església.

## Arquitectura

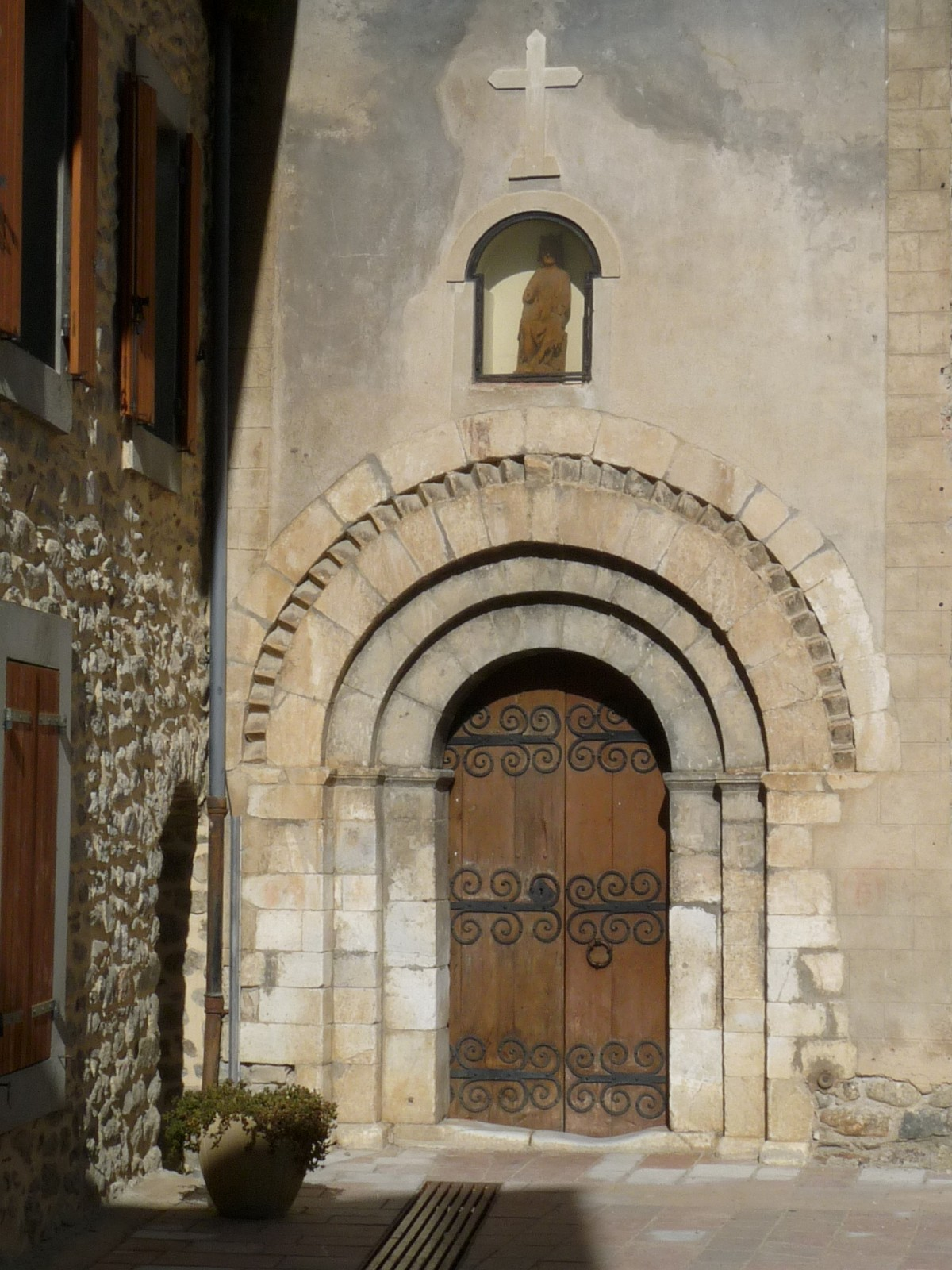
Detall de la portalada romànica

És d'estil romànic, possiblement del segle xi, ampliada al segle xvii. Consta d'una única nau, acabada en un absis semicircular, i d'unes petites capelles laterals, d'obra molt posterior. La coberta de la nau és de volta de canó reforçada per arcs torals, mentre que la de l'absis és de quart d'esfera. A la façana meridional, com és habitual en el romànic, hi ha el portal d'entrada, de marbre blanc amb tres arcs de mig punt en degradació, decorat amb un fris en dents d'engranatge. El campanar, de torre quadrada, és més modern, del XIX.

## Mobiliari
De la seva decoració interior, en destaquen els retaules dels sants Cosme i Damià, del segle xvi, el de Sant Roc, del xvii, i el de l'altar major, datat el 1722, i dues marededéus dels segles XIII (una d'elles, procedent de l'església d'En) i XVII. També s'hi poden contemplar una Adoració dels Mags (1739) i un canelobre del segle xiv en ferro forjat. El 1965 havia havia estat declarada monument històric de França.